# جو بافورد
جو بافورد (بالإنجليزية: Joe Buford)‏ هو مهندس أمريكي، ولد في 19 يونيو 1967 في فرانكلين في الولايات المتحدة.

## وصلات خارجية
- الموقع الرسمي
- جو بافورد على موقع Racing-Reference.info (الإنجليزية)